# Charles-Nicolas Cochin der Ältere

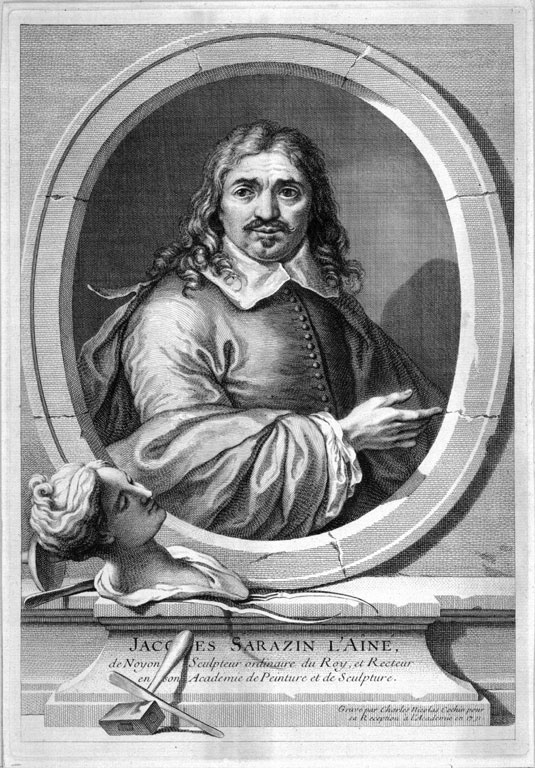
Jacques Sarazin, Porträt von Charles-Nicolas Cochin, 1731

Charles-Nicolas Cochin der Ältere  (* 29. April 1688 in Paris; † 7. Juli 1754 ebd.), auch Charles-Nicolas Cochin père oder Charles-Nicolas Cochin l’ancien genannt, war ein französischer Zeichner, Radierer und Kupferstecher.

## Leben und Werk
Charles-Nicolas Cochin wurde in Paris in eine Familie von Malern und Kupferstechern geboren. Ersten Unterricht erhielt er von seinem Vater, dem Maler Charles Cochin (1619–1689). Bis zu seinem 22. Lebensjahr arbeitete Charles-Nicolas als Maler, danach ausschließlich als Radierer und Kupferstecher. Außer Porträts fertigte er Kupferstiche und Radierungen nach Bildern, u. a. von François Boucher, Antoine Watteau, Nicolas Lancret, und Jean-Baptiste-Siméon Chardin. In seinen späteren Jahren arbeitete er hauptsächlich in der Werkstatt und Druckerei seines Sohnes Charles-Nicolas Cochin d. J. (1715–1790), unter dessen Leitung sich das Unternehmen zu einer der bedeutendsten Produktionsstätten für hochwertige Kupferstiche in Europa entwickelte.
1729 wurde Charles-Nicolas Cochin zum ersten Mal zu einer Ausstellung der Académie royale de peinture et de sculpture zugelassen, 1731 wurde er in die diese Akademie aufgenommen. Aus diesem Anlass stach er Porträts des Bildhauers und Gründers der Académie, Jacques Sarazin, sowie des Malers Eustache Le Sueur, ebenfalls Mitglied der Académie, in Kupfer. 1739 stellte er in der Académie vier Reproduktionsstiche nach Gemälden von Jean Siméon Chardin aus. Im Salon von 1740 zeigte er insgesamt fünf Bilder: „La bénédicité“, „La mère laborieuse“ und „La maîtresse d’école“ sowie zwei Stiche nach Chardin.
Cochin war offizieller Hofkünstler von Ludwig XIV.
Er starb 1754 in Paris in seiner Wohnung in den Galéries du Louvre. Er hat mehr als 300 Werke hinterlassen, die von großer künstlerischer Qualität sind. Seine Radierungen nach Gemälden gelten als vorbildlich, sowohl was die technische Perfektion als auch was die Umsetzung eine Gemäldes in ein anderes Medium betrifft.

## Familie
Charles-Nicolas Cochin war ein Mitglied der Maler- und Kupferstecher-Dynastie Cochin-Horthemels. Über seinen Vater Charles Cochin gibt es nur wenige gesicherte Daten. Er war Maler, stammte wahrscheinlich aus Troyes, war verheiratet mit Marie-Marthe de la Farge und in Paris tätig, wo er auch starb.
Die Horthemels kamen ursprünglich aus den Niederlanden, waren Anhänger des niederländischen Theologen Cornelius Jansen und hatten Verbindungen zu der Pariser Abtei von Port-Royal des Champs, Zentrum der Jansenisten in Frankreich.
Er war seit 1713 verheiratet mit Louise-Magdeleine Horthemels (1686–1767),, die über 50 Jahre lang als Kupferstecherin aktiv war. Der Sohn von Louise-Magdeleine und Charles-Nicolas Cochin, Charles-Nicolas Cochin, genannt der Jüngere, war ebenfalls Kupferstecher und Hofkünstler am Hof Ludwig XIV.
Louise-Magdeleines Schwestern Marie-Nicole Horthemels (1689–1745) und Marie-Anne Horthemels waren ebenfalls als Kupferstecherinnen tätig, ebenso ein jüngerer Bruder. Marie-Nicole war mit dem Porträtmaler Alexis Simon Belle verheiratet, Marie-Anne war in zweiter Ehe verheiratet mit Nicolas-Henri Tardieu. Tardieu, seit 1720 Mitglied der Académie, zählte zu den renommierten und produktivsten Kupferstechern seiner Zeit. Ihr gemeinsamer Sohn Jacques Nicolas Tardieu wurde ebenfalls Kupferstecher.